# Nagahama
Nagahama (長浜市, Nagahama-shi) est une ville située dans la préfecture de Shiga, au Japon.

## Toponymie
Le toponyme « Nagahama » vient du nom du château de Nagahama, construit sous les ordres du shogun Toyotomi Hideyoshi, au XVIe siècle.

## Géographie

### Situation
Nagahama se situe dans le nord de la préfecture de Shiga.

### Démographie
En octobre 2022, la population de Nagahama était estimée à 115 538 habitants, répartis sur une superficie de 681,02 km2.

### Hydrographie
La ville est bordée par le lac Biwa au sud-ouest.

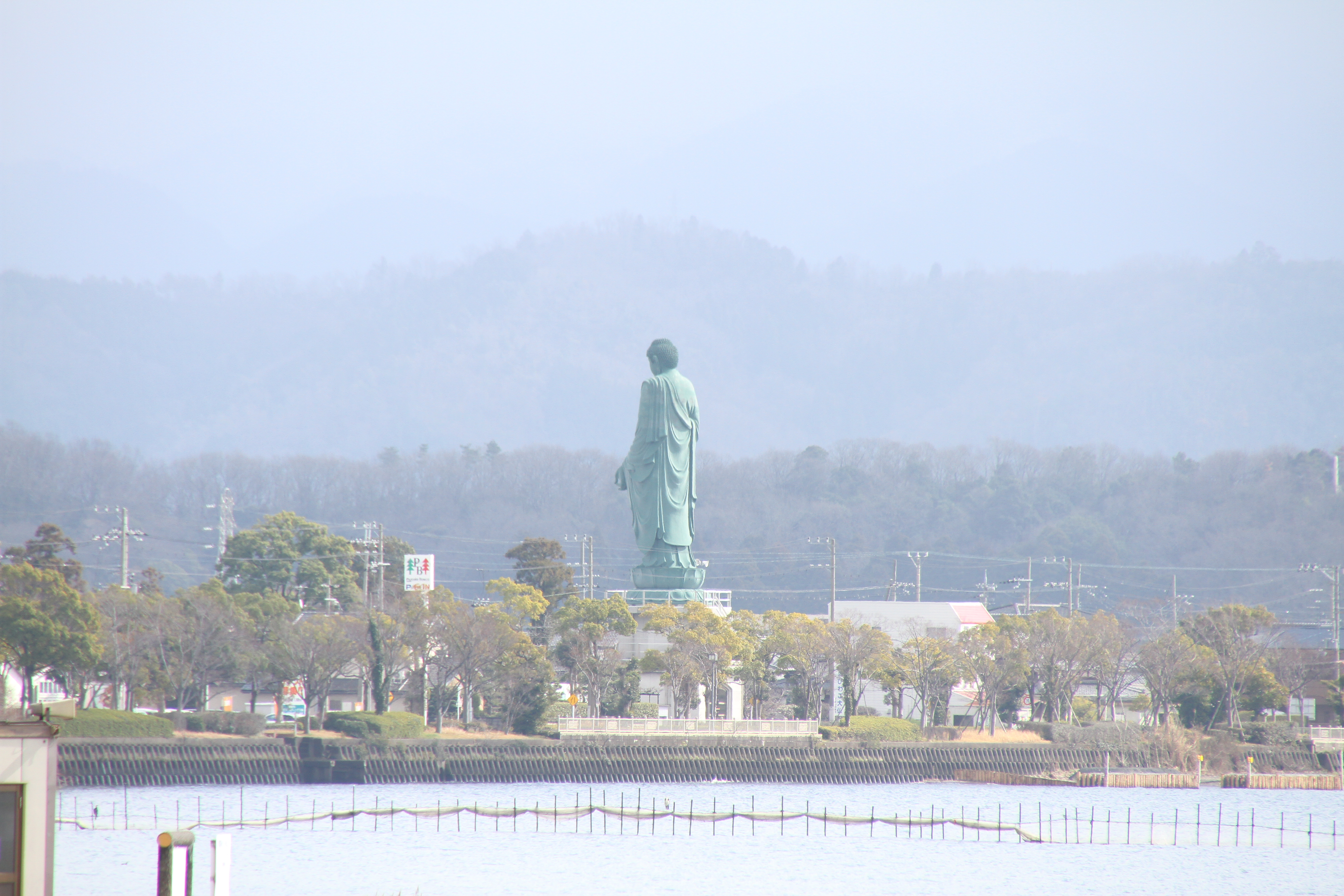
Les rives du lac avec le grand bouddha.

## Histoire
La ville moderne de Nagahama a été fondée le 1er avril 1943.

### Chronologie
- Le 1er avril 1943, le bourg de Nagahama fusionne avec les villages de Kamiteru, Rokushō, Minamigōri, Kitagōri, Nishikuroda et Kanda, tous du district de Sakata, pour créer la ville de Nagahama.
- Le 1er avril 1971, le village de Biwa acquiert le statut de bourg.
- Le 13 février 2006, les bourgs d'Azai et de Biwa, tous deux du district de Higashiazai, intègrent la ville de Nagahama.
- Le 1er janvier 2010, Nagahama absorbe les bourgs de Kohoku et de Torahime, tous deux du district de Higashiazai, ainsi que les bourgs de Kinomoto, Nishiazai, Takatsuki et Yogo, tous quatre du district d'Ika[2].

## Culture locale et patrimoine
- Château de Nagahama
- Ruines du château d'Odani

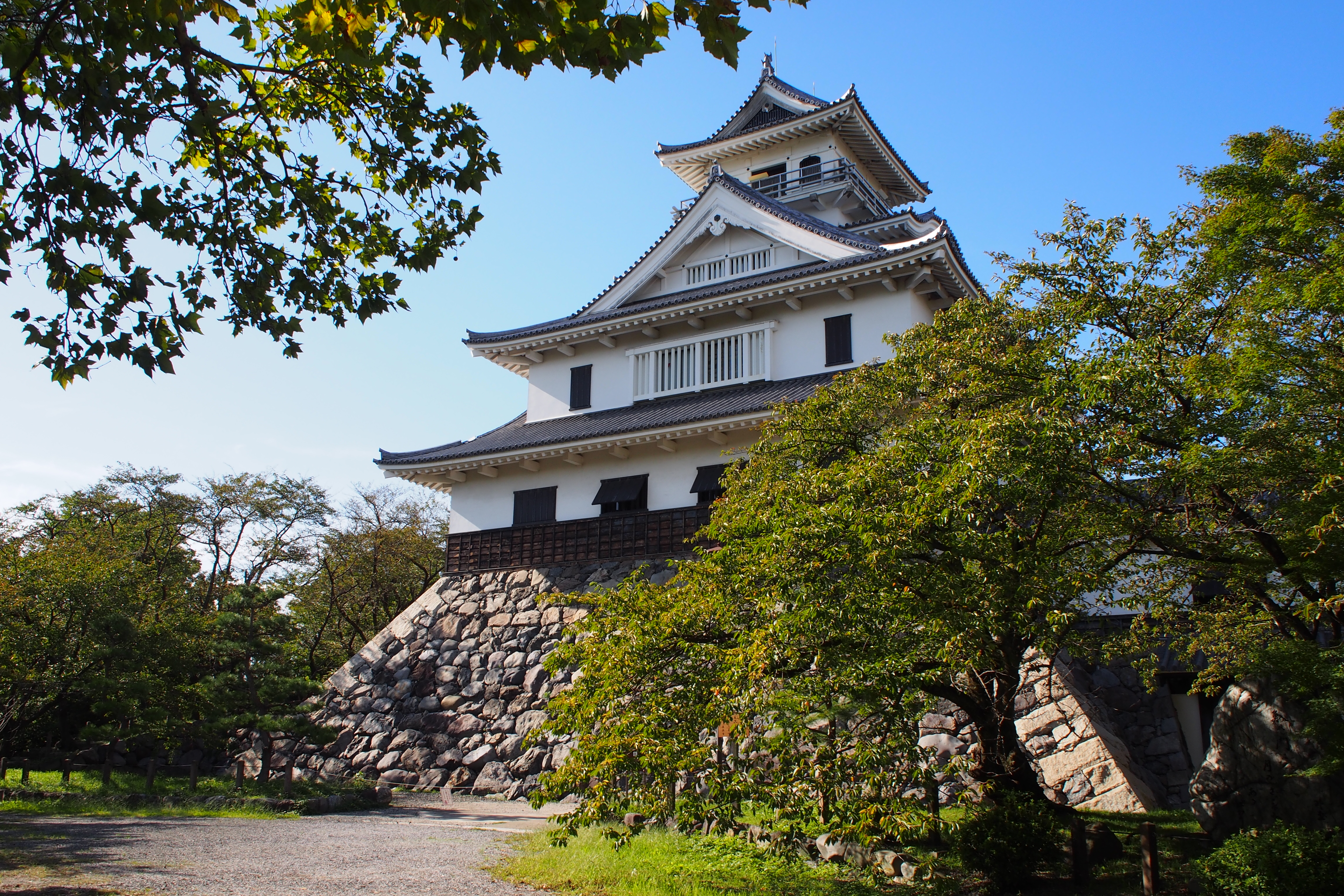
Le château de Nagahama.

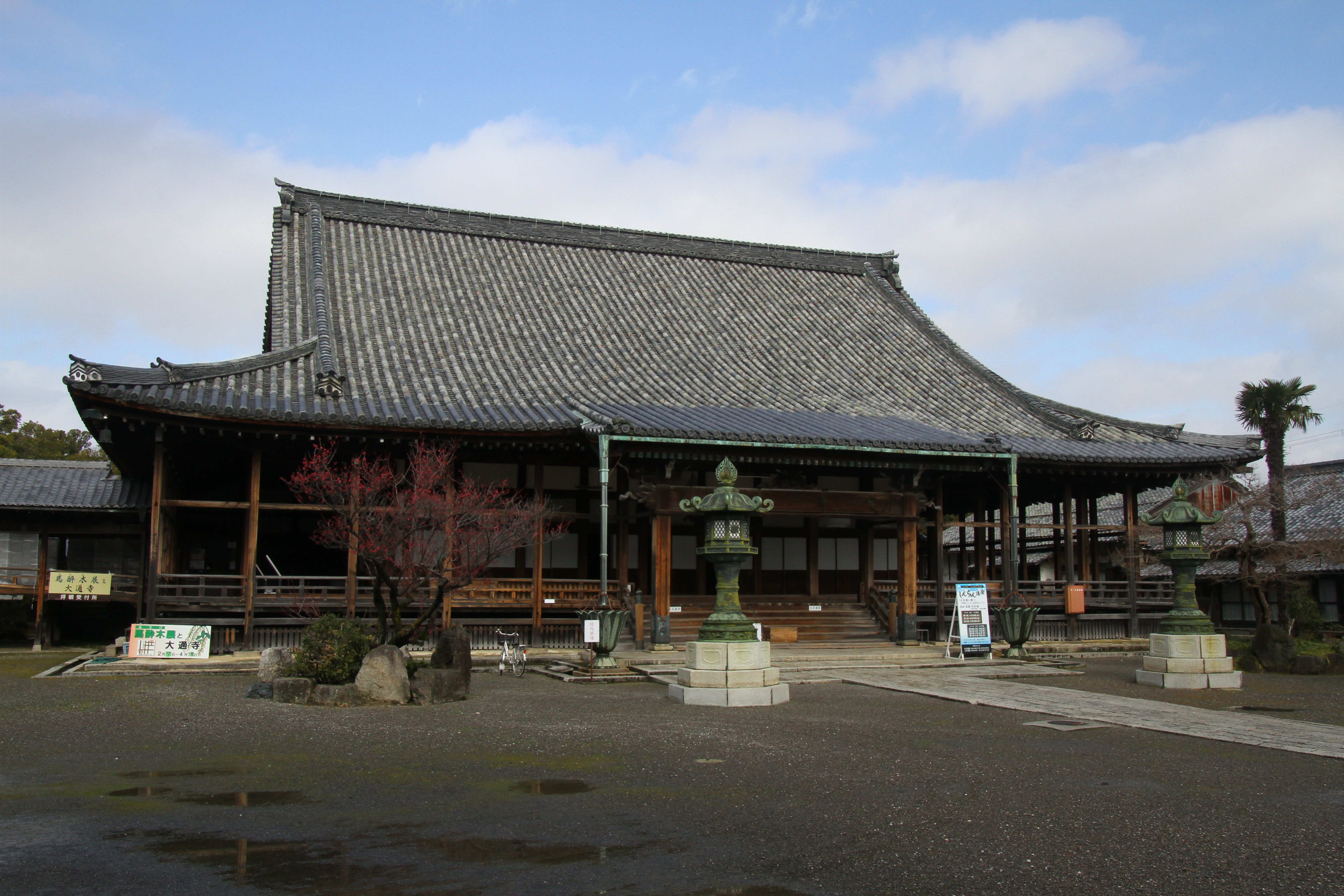
Temple Daitsū-ji, le plus grand temple du centre de Nagahama
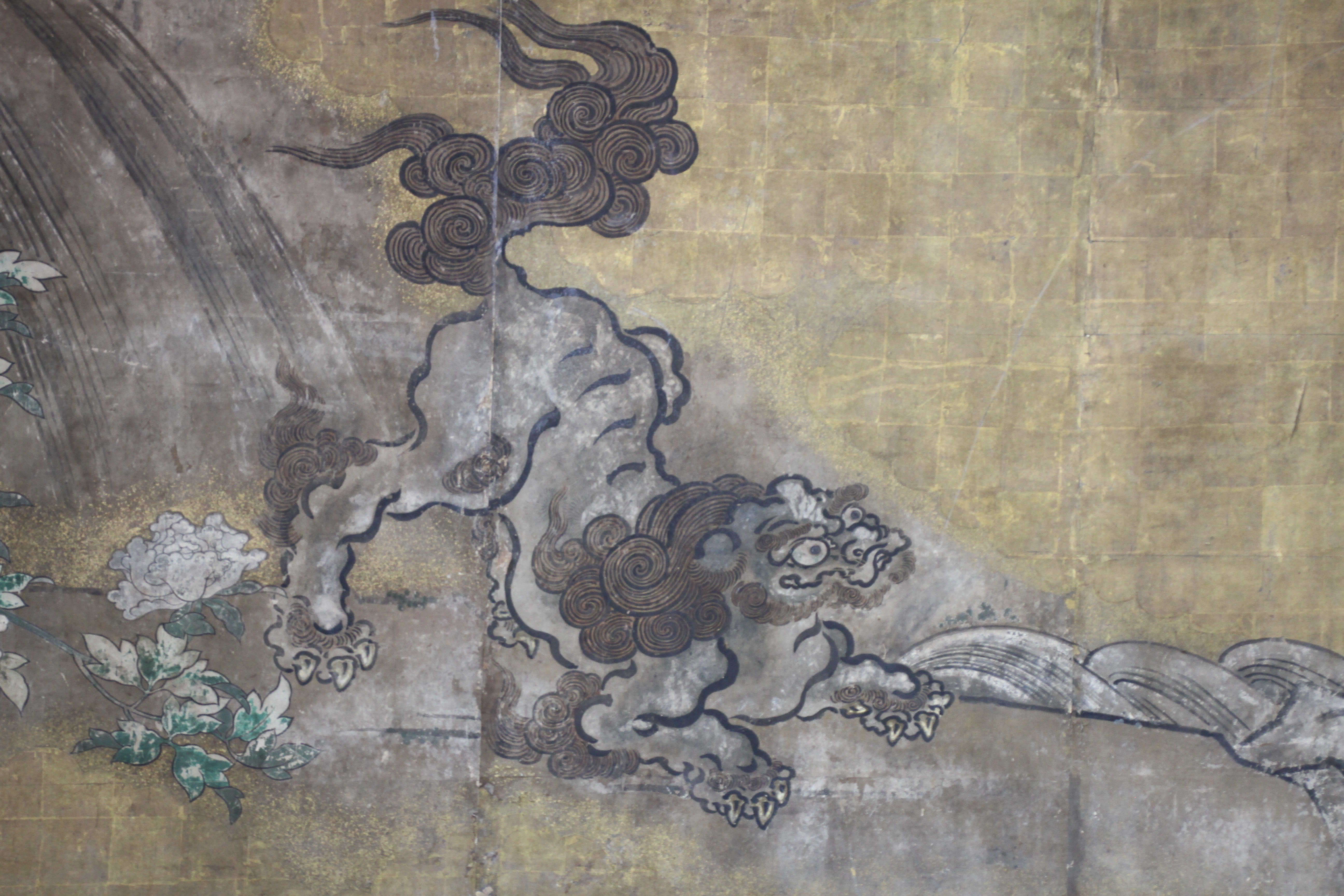
Daitsū-ji, peinture ornant le logement du supérieur ou rantei.

- Hōgon-ji et l'île Chikubu
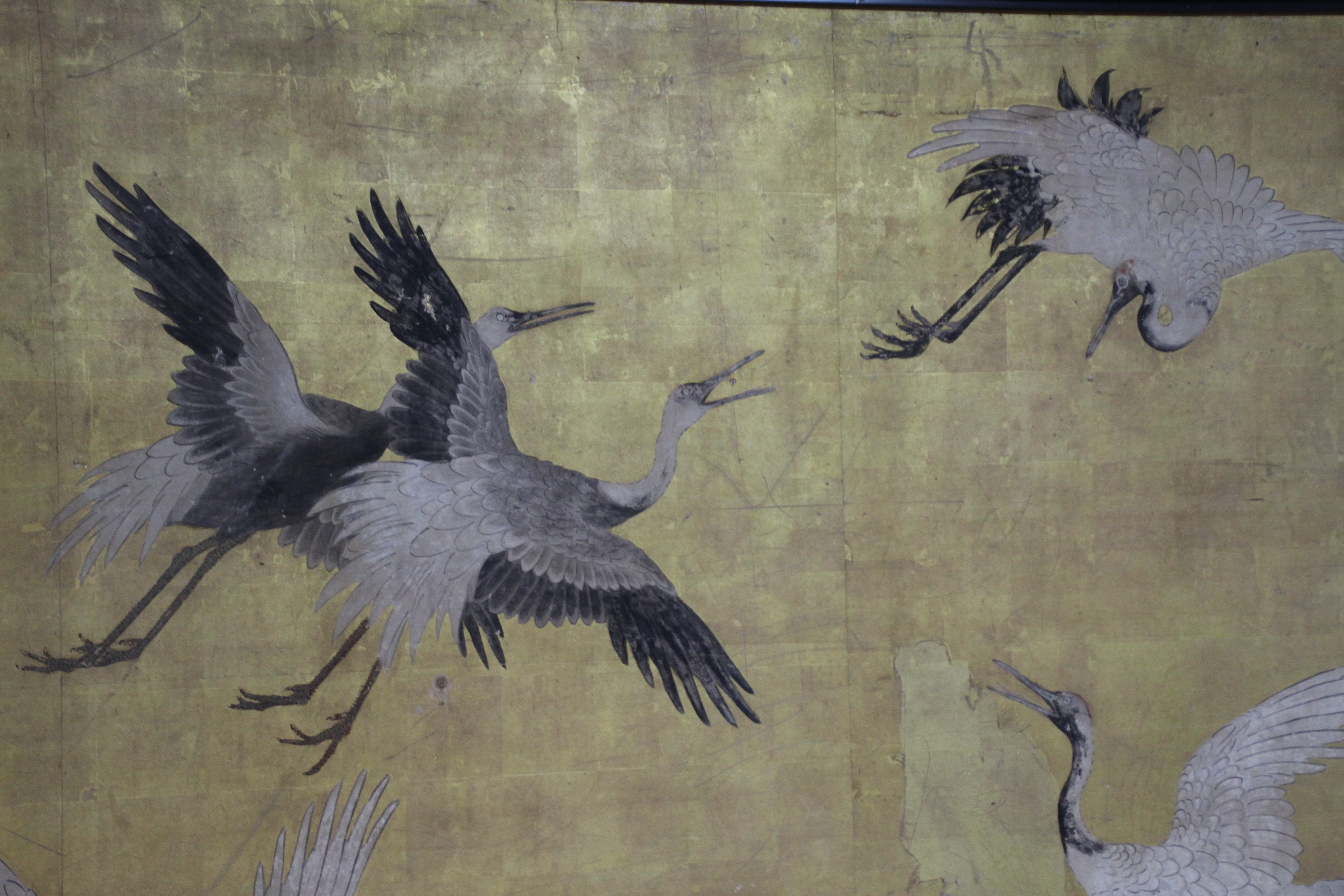
Sanctuaire Hōkoku  - Bâtiment principal du temple Daitsū-ji.
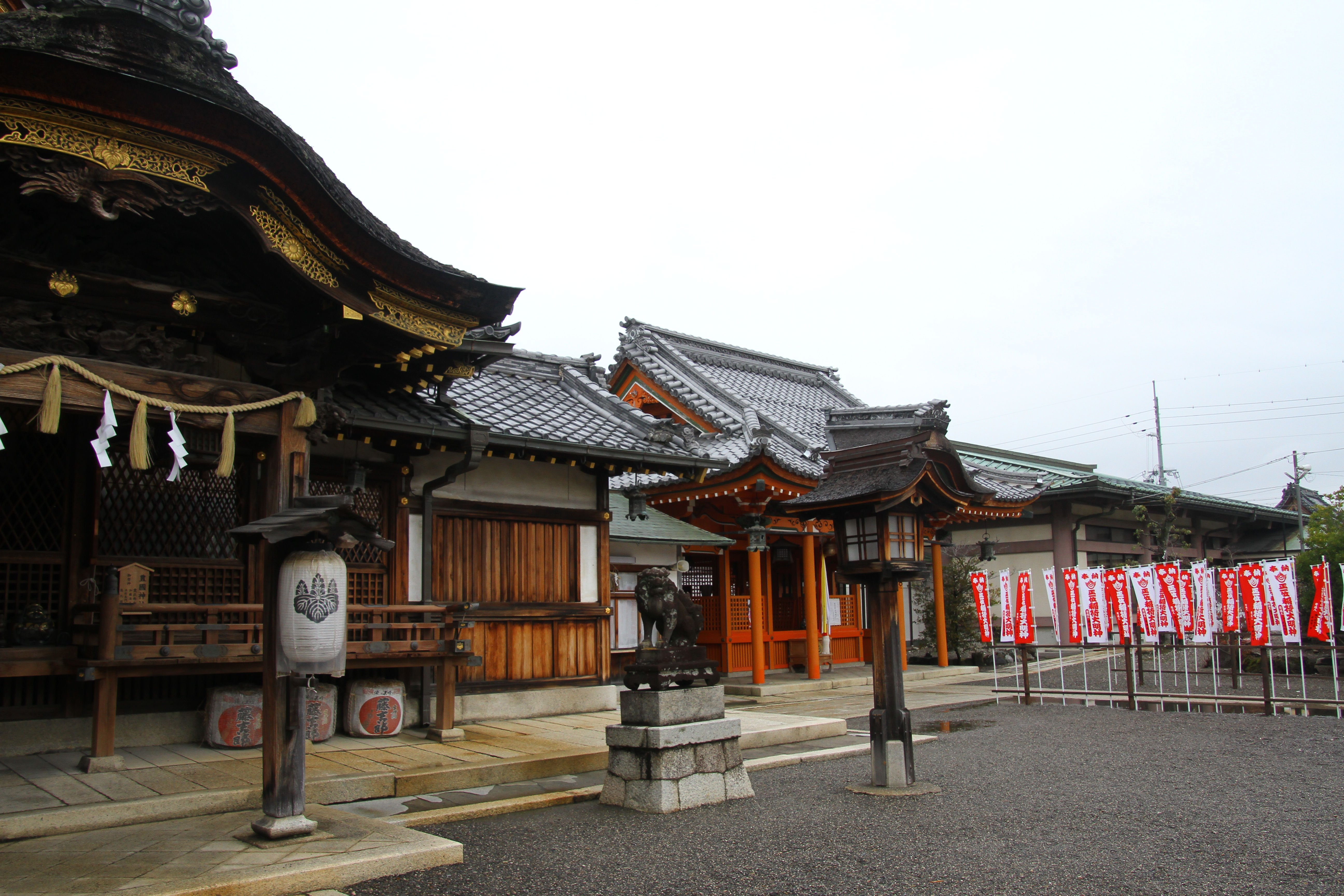
Hokoku-jinja, grand hall et sanctuaire Inari.
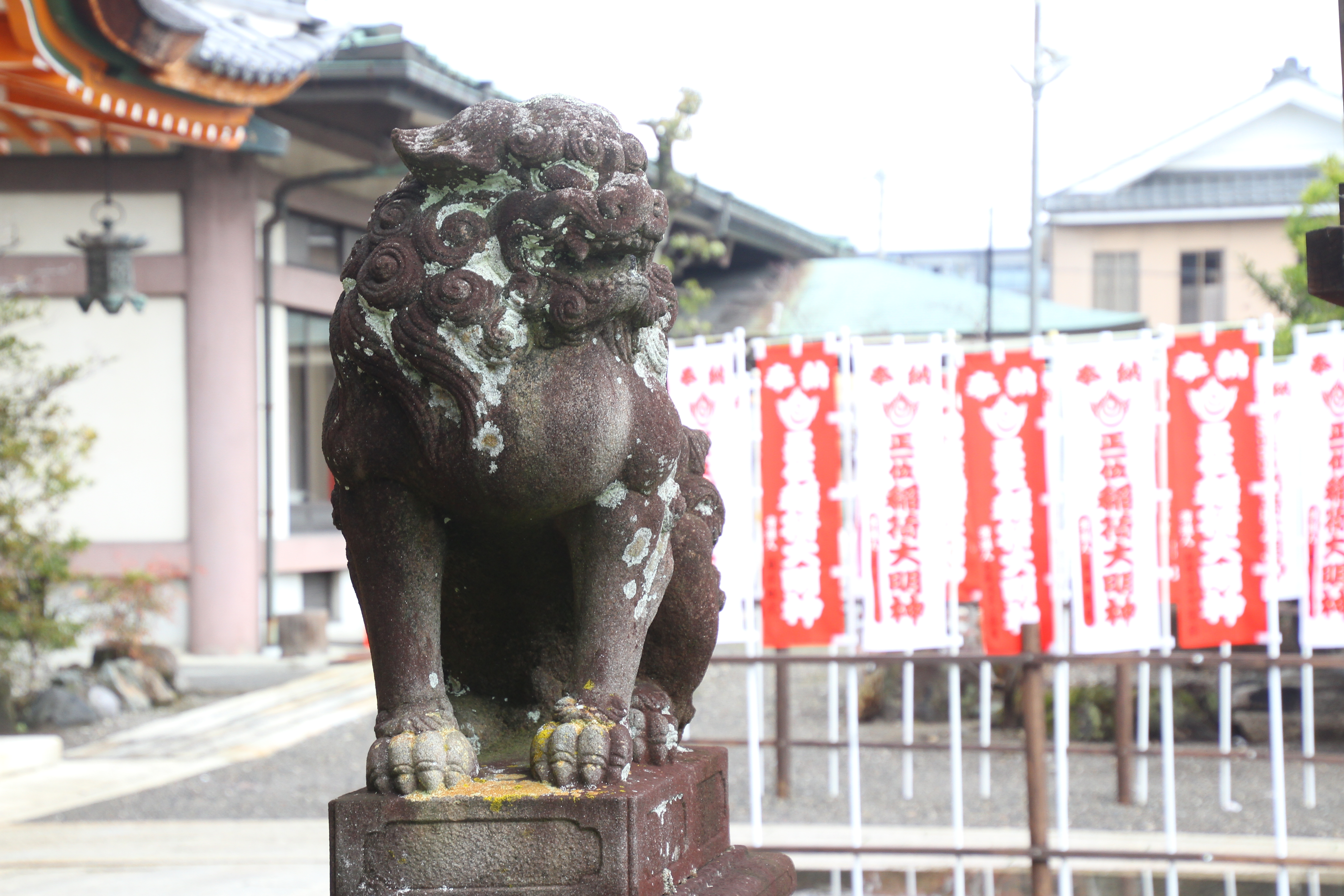
Un komainu à Hokoku-jinja.
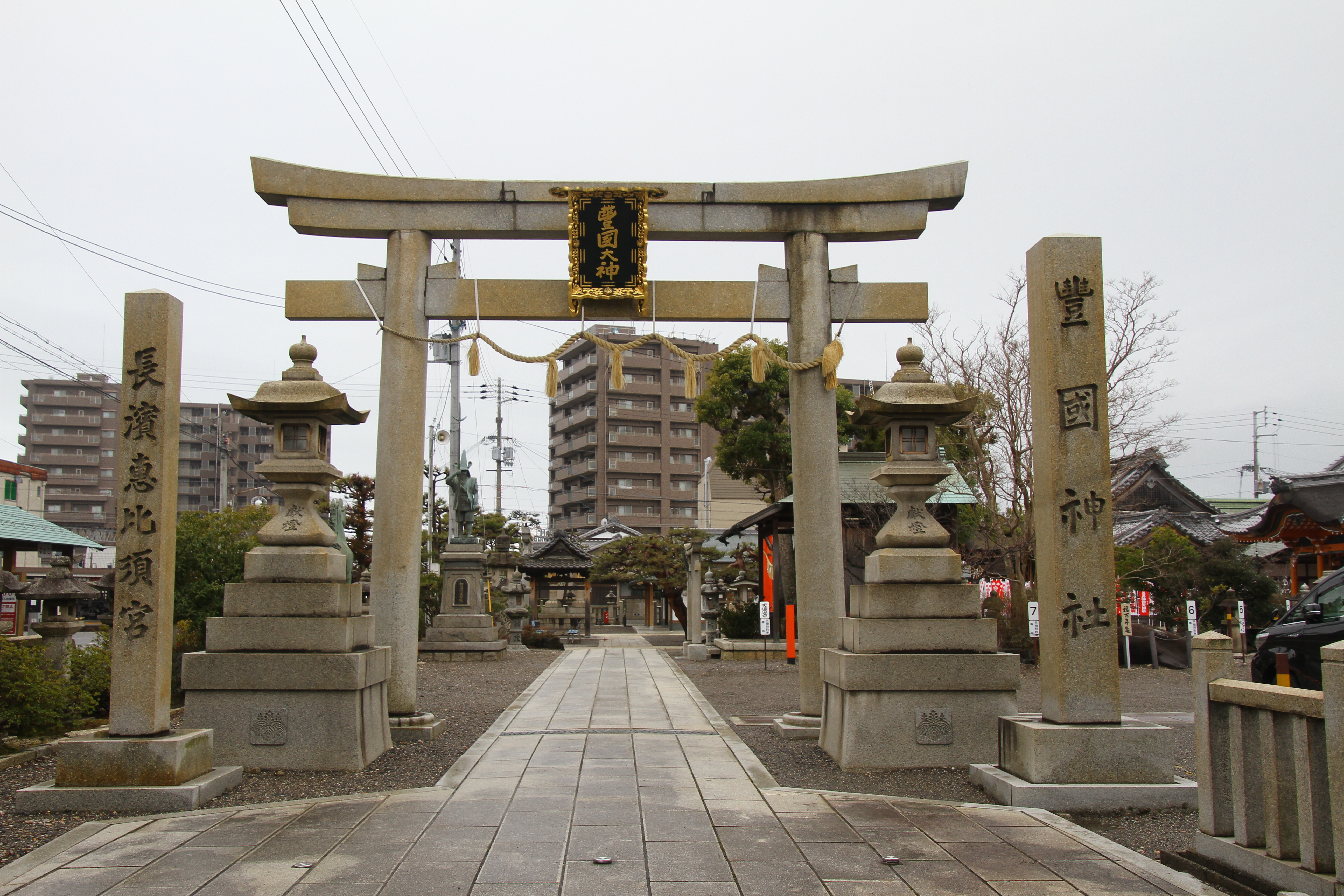
Grand torii de pierre du Hokoku-jinja.
  - Daitsū-ji, peinture ornant le logement du supérieur ou rantei.
  - Peinture au temple Daitsū-ji.
  - Hokoku-jinja, grand hall et sanctuaire Inari.
  - Un komainu à Hokoku-jinja.
  - Grand torii de pierre du Hokoku-jinja.

## Transports
Nagahama est desservie par les lignes Biwako, Kosei et Hokuriku de la JR West. La gare de Nagahama est la principale gare de la ville.

## Jumelage
Nagahama est jumelée avec :
- Augsbourg (Allemagne) (Bavière)
- Vérone (Italie) (Vénétie)

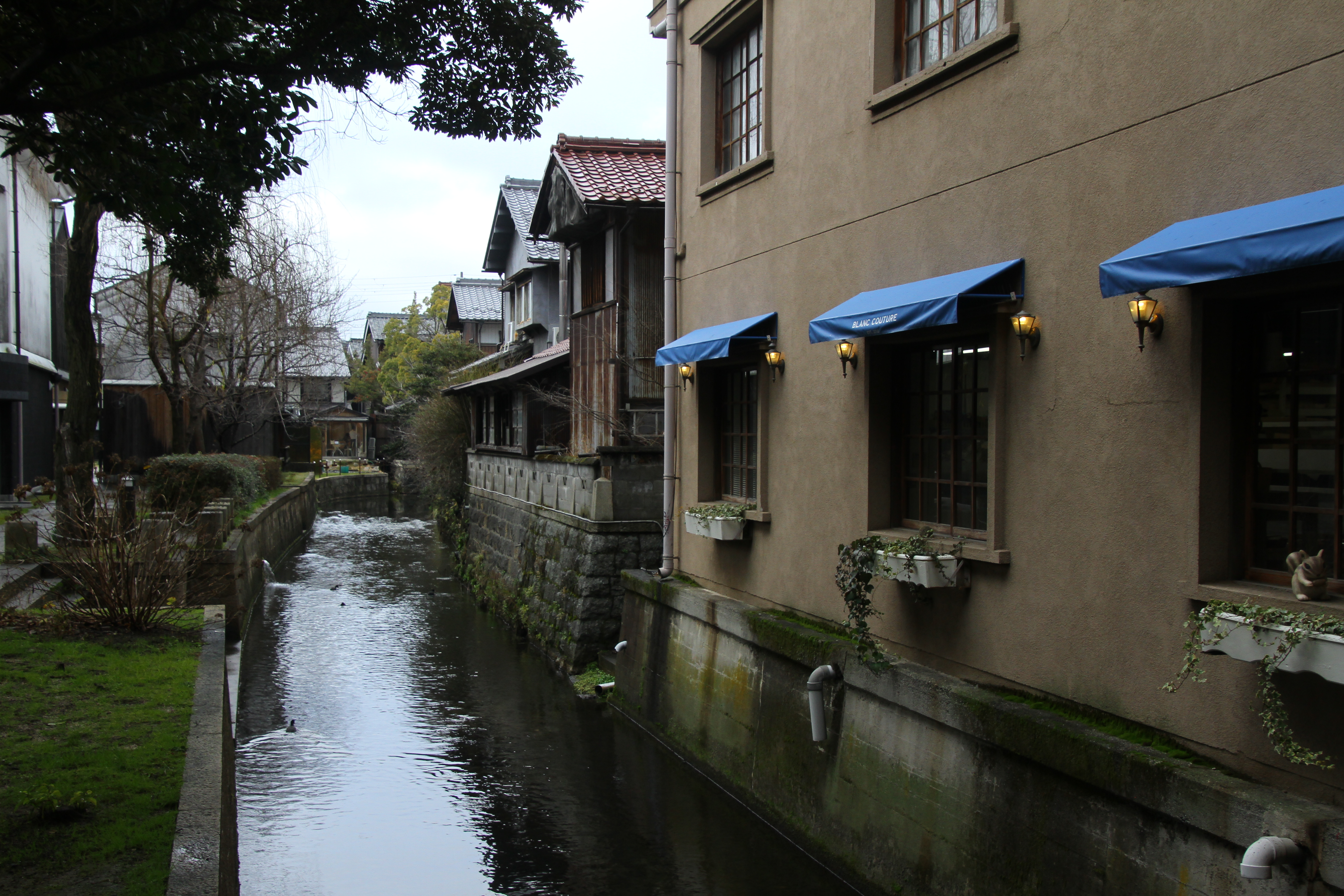
Canal traversant la vieille ville.
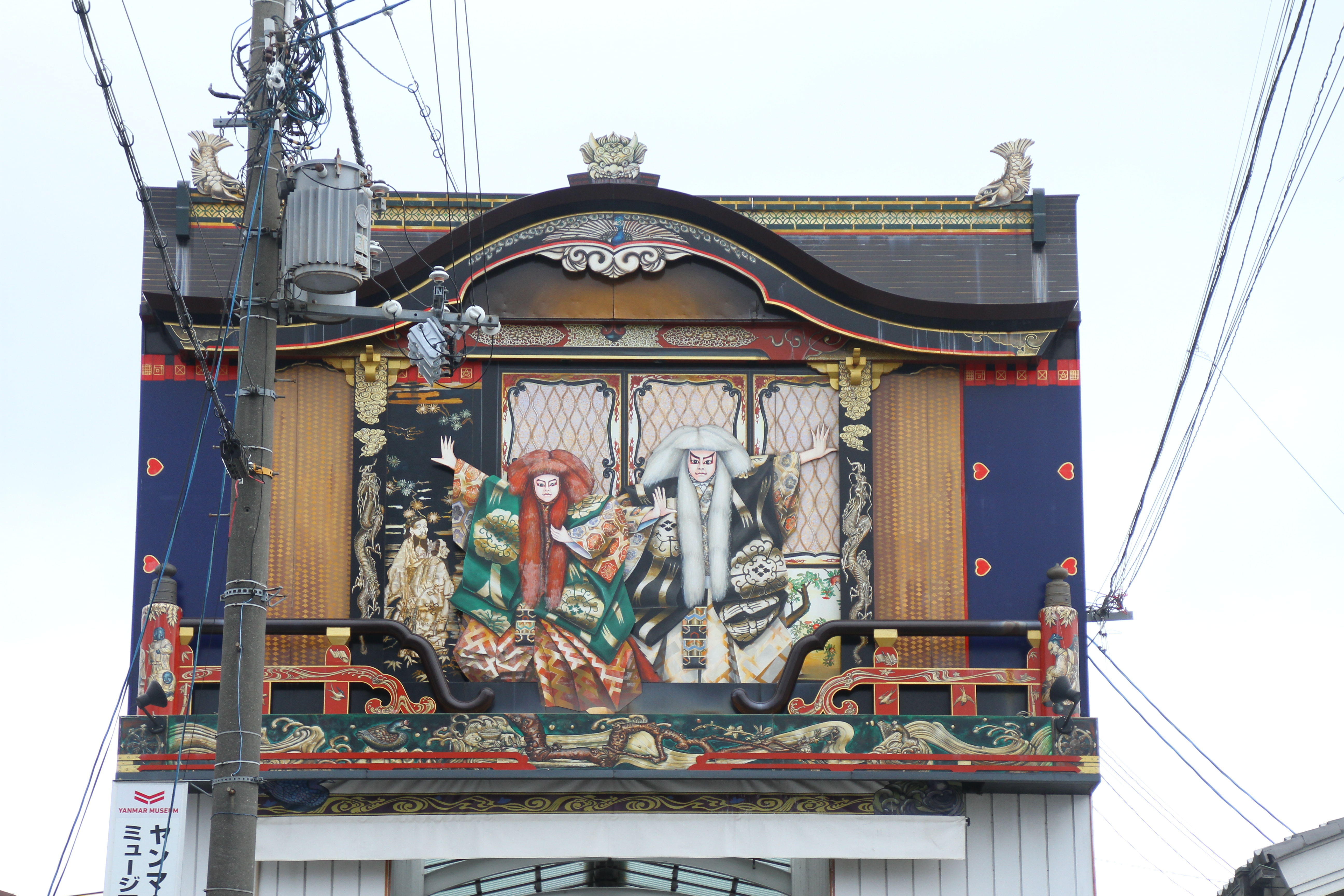
Enseigne d'entrée de la halle commerçante couverte.
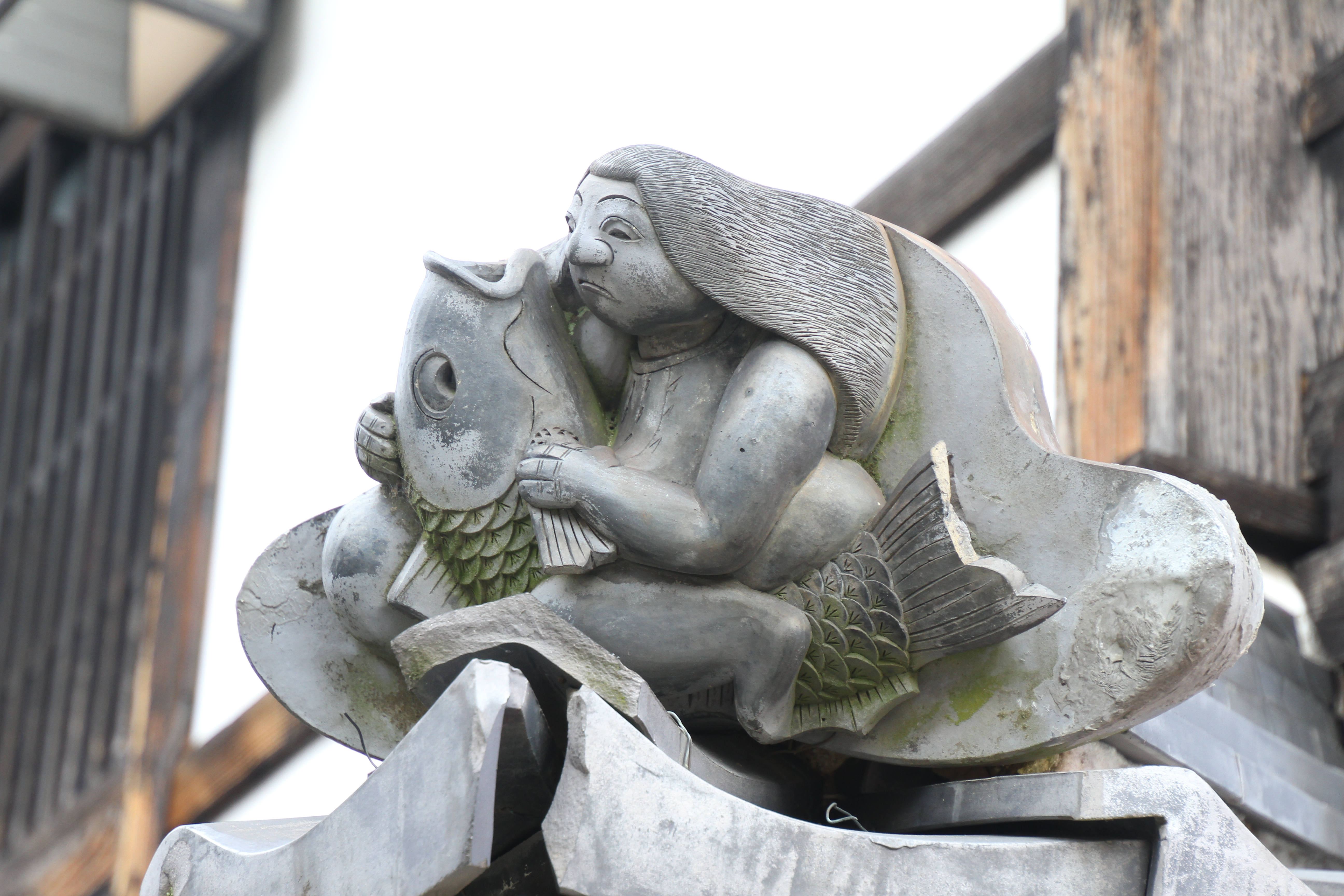
Au détour d'une rue.